# Vesperus fuentei
Vesperus fuentei là một loài bọ cánh cứng trong họ Cerambycidae.